# Gare de Huppaye
La gare de Huppaye est une ancienne gare ferroviaire belge de la ligne 142, de Namur à Tirlemont située à Huppaye, section de la commune de Ramillies, dans la province du Brabant wallon en Région wallonne.

## Situation ferroviaire
La gare de Huppaye était établie au point kilométrique (PK) 27,9 de la ligne 142, de Namur à Tirlemont, via Éghezée et Jodoigne, entre les gares de Ramillies et de Hédenge.

## Histoire
La gare de Huppaye entre en service le 6 juin 1867 lorsque la Compagnie du Chemin de Fer de Tamines à Landen ouvre à l'exploitation la section de Tirlemont à Ramillies. Les Chemins de fer de l'État belge rachètent la compagnie en 1871 et édifient un nouveau bâtiment de gare à la fin du XIXe siècle.
La SNCB supprime les trains de voyageurs entre Tirlemont et Ramillies le 20 novembre 1960 ; des trains de marchandises continuant à arpenter cette section pour desservir la sucrerie de Hoegaarden, la cour aux marchandises de Jodoigne et la râperie de Longchamps. En 1973, la section Cognelée - Ramillies - Hoegaarden est déclassée ; les rails sont retirés en 1978.

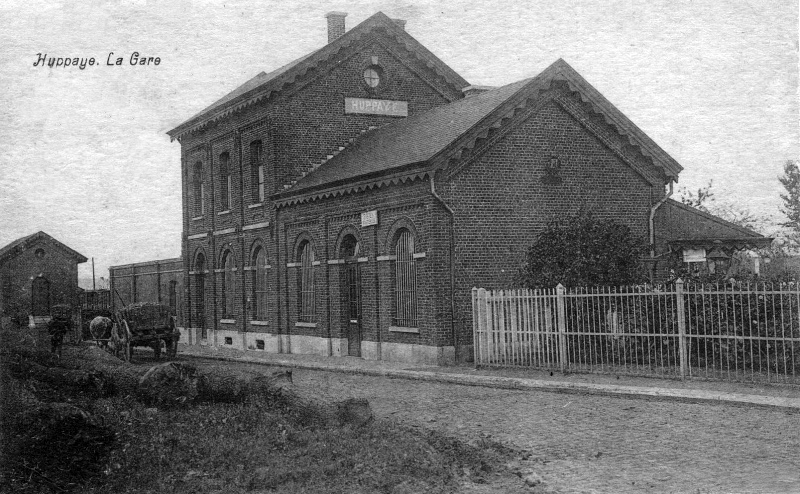
Vue de la cour et du bâtiment des recettes, vers 1910.
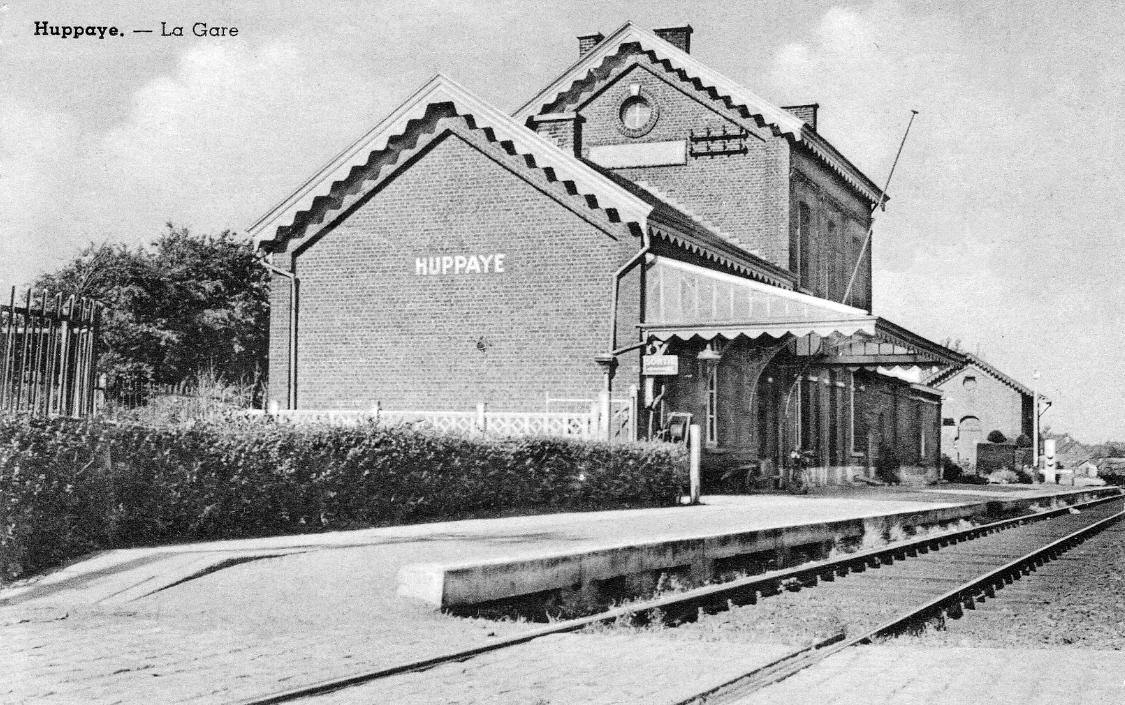
Vue de l'intérieur de la gare, avec la voie unique, le quai et le bâtiment des recettes, vers 1900.

## Patrimoine ferroviaire
Le bâtiment des recettes appartient au plan type 1881 des Chemins de fer de l’État belge dont plusieurs ont été bâtis en remplacement de constructions plus anciennes sur les lignes 142 et 147. Il s'agit d'une version avec une aile courte, de trois travées, disposée à droite du corps de logis.
Après avoir été utilisé pour d'autres fonctions, il apparaît vacant et muré en 2019.